# Геллен Бурінґ
Геллен Бурінґ (нід. Hellen Boering, 27 липня 1964) — нідерландська ватерполістка.
Учасниця Олімпійських Ігор 2000 року.
Чемпіонка світу з водних видів спорту 1991 року, призерка 1986, 1994 років.